# Abram Topor
Abram Topor (Varsòvia, 24 de febrer de 1903 - 1992) va ser un pintor francès d'origen jueu, nascut a Polònia. Va ser el pare del polifacètic Roland Topor.